# 土井車站
土井車站（日语：／ Doi eki */?）是一由九州旅客鐵道（JR九州）所經營的鐵路車站，位於日本福岡縣福岡市東區土井四丁目。土井車站是JR九州所屬的地方交通線、香椎線沿線的一個小型車站，是個由JR九州全資擁有的子公司九州交通企畫所代管的業務委託車站。高架化的山陽新幹線通過本站正上方。

## 車站結構
對向式月台2面2線的無人車站。各月台以站內平交道聯絡。

### 月台配置
| 月台 | 路線   | 方向 | 目的地           |
| ---- | ------ | ---- | ---------------- |
| 1    | 香椎線 | 上行 | 香椎、西戶崎方向 |
| 2    | 香椎線 | 下行 | 長者原、宇美方向 |

## 相鄰車站
九州旅客鐵道
 香椎線
舞松原（JD08）－土井（JD09）－伊賀（JD10）

## 外部連結
- JR九州 – 土井車站 （页面存档备份，存于）（日語）

1. ↑  『糟屋郡志』 名著出版、1972年5月。
2. ↑  “JR九州の駅半数無人化、新たに8路線20駅”. 讀賣新聞(讀賣新聞社). (2015年3月7日)